# Double Reflet
 (juillet 2013).
Si vous disposez d'ouvrages ou d'articles de référence ou si vous connaissez des sites web de qualité traitant du thème abordé ici, merci de compléter l'article en donnant les références utiles à sa vérifiabilité et en les liant à la section « Notes et références ».
Double Reflet (titre original : Mirror Image) est un roman de Danielle Steel, paru aux États-Unis en 1998 puis en France en 1999.

## Résumé
Cet ouvrage émouvant raconte l'histoire de vraies jumelles, certes très différentes de caractère, mais le lien qui les unis reste très fort. Quand Victoria âgée d'une vingtaine d'années, la plus irresponsable, partagera le lit d'un homme marié, elle épousera de force un homme dont sa sœur s'est éprise...
Mais lorsque l'idée d'échanger leurs rôles viendra, rien se sera plus comme avant...